# Mestna avtobusna linija št. 3 (Ljubljana)
Mestna avtobusna linija številka 3 LITOSTROJ - RUDNIK je ena izmed 33 avtobusnih linij javnega mestnega prometa v Ljubljani. Poteka v smeri severozahod - jugovzhod večinoma po ljubljanskih vpadnih štiripasovnicah. Linija povezuje Šiško, Rakovnik in Rudnik s centrom mesta, z linijo 3B sta z Ljubljano povezani tudi Lavrica in Škofljica.

## Zgodovina
6. septembra 1901 je uradno pričel voziti ljubljanski tramvaj. Tega dne je bila predana namenu proga št. 3 Magistrat – Dolenjski kolodvor. Trasa je potekala skozi staro Ljubljano in je povezovala dolenjski kolodvor s središčem mesta. Leta 1937 so po Dolenjski cesti zgradili še približno 500-metrski odsek tramvajske proge. S tem je nastala proga Magistrat – Rakovnik, ki je obratovala nadaljnih devetnajst let.
Zaradi gradnje predora pod gradom so prekinili tramvajske tire na današnjem Gornjem trgu, zato je bil tramvajski promet po t. i. dolenjski progi onemogočen in zato ukinjen 1. aprila 1956. Tega dne je bila odprta nova avtobusna proga št. 3 Stadion – Prule – Rakovnik. Avtobusi so pred rekonstrukcijo Karlovške ceste vozili po Grudnovem nabrežju. Progo so nato v kratkem izza Bežigrada preusmerili do Litostroja, kjer so avtobusi obračali do konca leta 2011. Proga v centru mesta tudi ni vozila po Gosposvetski ulici, pač pa je do leta 1981 potekala po današnji Tivolski cesti z vožnjami preko Bavarskega dvora. S Prul je bila po odprtju predora in prenovi Karlovške ceste speljana po njej. Z Rakovnika so progo zatem konec 60. let 20. stoletja podaljšali do Gornjega Rudnika, leta 1976 pa še do Spodnjega Rudnika, kjer je še danes urejeno obračališče. Na začetku 70. let 20. stoletja je že obstajala nočna izpeljanka proge 3, in sicer proga 3a Bavarski dvor – Rudnik, ki je obratovala med 21.00 in 1.00 ter med 3.15 in 4.45. Nočne vožnje po 24.00 so bile ukinjene leta 1991. Novembra 2003 je bil obratovalni čas vseh nočnih prog podaljšan do 0.30, julija naslednje leto pa so čas obratovanja skrajšali. Septembra 2007 je bila proga 3a v sklopu večjih sprememb preimenovana v linijo N3. 3. maja 2010 je bilo uvedeno podaljšanje nekaterih odhodov na relaciji Rudnik - Škofljica. Tako sta začeli obratovati liniji 3B Litostroj – Rudnik – Škofljica ter N3B Bavarski dvor – Rudnik – Škofljica, ki vozita samo ob delavnikih. 28. junija 2010 je bil ponovno podaljšan obratovalni čas vseh nočnih linij, torej tudi linije N3. Prvi odhod z Bavarskega dvora je bil tako ob 2.50 ob delavnikih in sobotah, ob 3.50 ob nedeljah in praznikih, zadnji odhod je bil vselej ob 0.20.
3. januarja 2012 je bila trasa linije pri Litostroju podaljšana za kilometer; avtobusi sedaj vozijo mimo nekdanjega obračališča preko železniške proge po prenovljeni Litostrojski cesti. V sklopu njene rekonstrukcije je bilo zgrajeno tudi povsem novo obračališče, ki je še vedno poimenovano Litostroj, in se nahaja ob Poti spominov in tovarištva ter v bližini plinarne.
26. junija je prenehala obratovati linija 3L, ki je obratovala na relaciji Tovarna Lek – Bavarski dvor. Linija je bila ukinjena zaradi podaljšanja trase in obratovalnega časa linije 18. Linija 3L je obratovala samo ob delavnikih in je imela odhod izpred Tovarne Lek ob 22.05.
S 1. septembrom 2015 je po osrednjem delu Slovenske ceste, ki je bil zaprt zaradi prenove, ponovno stekel avtobusni promet. Istega dne sta bili liniji 3 in 3B, skupaj z linijami 3G, 19B, 19I, 27, 51 in 56, poskusno preusmerjeni z osrednjega dela Slovenske ceste. Avtobusi tako zavijejo s Slovenske ceste na Šubičevo ter Bleiweisovo, ter pot nadaljujejo po redni trasi na Celovški cesti, s tem se je ukinila tudi vožnja po Gosposvetski. Kot razlog je bilo navedeno manjše število prestopanj potnikov na osrednjem delu Slovenske in število prepeljanih potnikov letno (to je znašalo manj kot 2.000.000). Z odprtjem južnega dela Slovenske ceste, sta 8. maja 2016, liniji 3 in 3B uradno ponovno začeli obratovati po osrednjem delu Slovenske ceste. Ti sta sicer po osrednjem delu že obratovali v času zapore južnega dela Slovenske.
V času razglašene epidemije so zaradi nočne omejitve gibanja začasno ukinili nočne vožnje avtobusov; po ponovni vzpostavitvi so 26. aprila 2021 skrajšali režim obratovanja, in sicer je prvi odhod iz centra ob 4.30, zadnji pa ponovno ob 24.00.

## Trasa
Linija 3
- smer LITOSTROJ – RUDNIK: Litostrojska cesta - Celovška cesta - Gosposvetska cesta - Slovenska cesta - Zoisova cesta - Karlovška cesta - Dolenjska cesta (Ljubljana).
- smer RUDNIK – LITOSTROJ: Dolenjska cesta (Ljubljana) - Karlovška cesta - Zoisova cesta - Slovenska cesta - Gosposvetska cesta - Celovška cesta - Litostrojska cesta.

Linija 3B
- smer LITOSTROJ – ŠKOFLJICA: Litostrojska cesta - Celovška cesta - Gosposvetska cesta - Slovenska cesta - Zoisova cesta - Karlovška cesta - Dolenjska cesta (Ljubljana) - Dolenjska cesta (Škofljica) - Kočevska cesta - Klanec.
- smer ŠKOFLJICA – LITOSTROJ: Klanec - Kočevska cesta - Dolenjska cesta (Škofljica) - Dolenjska cesta (Ljubljana) - Karlovška cesta - Zoisova cesta - Slovenska cesta - Gosposvetska cesta - Celovška cesta - Litostrojska cesta.

Linija N3
- smer BAVARSKI DVOR – RUDNIK: Slovenska cesta - Zoisova cesta - Karlovška cesta - Dolenjska cesta (Ljubljana).
- smer RUDNIK – BAVARSKI DVOR: Dolenjska cesta (Ljubljana) - Karlovška cesta - Zoisova cesta - Slovenska cesta - Gosposvetska cesta - Tivolska cesta - Slovenska cesta.

Linija N3B
- smer BAVARSKI DVOR – ŠKOFLJICA: Slovenska cesta - Zoisova cesta - Karlovška cesta - Dolenjska cesta (Ljubljana) - Dolenjska cesta (Škofljica) - Kočevska cesta - Klanec.
- smer ŠKOFLJICA – BAVARSKI DVOR: Klanec - Kočevska cesta - Dolenjska cesta (Škofljica) - Dolenjska cesta (Ljubljana) - Karlovška cesta - Zoisova cesta - Slovenska cesta - Gosposvetska cesta - Tivolska cesta - Slovenska cesta.

## Režim obratovanja
Linija obratuje vse dni v letu, tj. ob delavnikih, sobotah, nedeljah in praznikih. Avtobusi najpogosteje vozijo ob delavniških prometnih konicah.
Obstajajo tri izpeljanke omenjene linije, in sicer:
- Linija 3B LITOSTROJ – ŠKOFLJICA  obratuje samo ob delavnikih med 5.20 in 20.25.
- Linija N3 BAVARSKI DVOR – RUDNIK je nočna linija, ki obratuje v intervalu na 30-45 minut med 21.00 in 24.00 ter med 4.12 in 5.00 (ob nedeljah in praznikih med 5.12 in 6.00).
- Linija N3B BAVARSKI DVOR –ŠKOFLJICA je nočna linija, ki obratuje med delavnikom in ima dva jutranja odhoda ob 4.30 in 5.00 (proti Škofljici) ter dva večerna ob 21.12 (s Škofljice) ter 21.20 (proti Škofljici).

### Preglednice časovnih presledkov v minutah
| interval (minute) |              |              |              |               |               |               |
|                   | 1.9. - 25.6. | 1.9. - 25.6. | 1.9. - 25.6. | 26.6. - 31.8. | 26.6. - 31.8. | 26.6. - 31.8. |
| ura \ št. linije  | N3           | 3            | 3B           | N3            | 3             | 3B            |
| 4.12 - 5.00       | 30           | -            | -            | 30            | -             | -             |
| 5.00 - 6.15       | -            | 15           | 30           | -             | 20            | 35-40         |
| 6.15 - 7.20       | -            | 8-10         | 20           | -             | 20            | 40            |
| 7.20 - 8.30       | -            | 10-12        | 20-35        | -             | 19            | 40            |
| 8.30 - 13.15      | -            | 15           | 45           | -             | 20-25         | 45            |
| 13.15 - 14.50     | -            | 12           | 36           | -             | 20            | 40            |
| 14.50 - 16.15     | -            | 10           | 20           | -             | 20            | 40            |
| 16.15 - 18.00     | -            | 12           | 30           | -             | 20-25         | 40            |
| 18.00 - 21.00     | -            | 15           | 45           | -             | 20-25         | 45            |
| 21.00 - 22.00     | 20           | -            | 50           | 20            | -             | 50            |
| 22.00 - 22.40     | 20           | -            | -            | 20            | -             | -             |
| 22.40 - 24.00     | 45           | -            | -            | 45            | -             | -             |

| interval (minute) |            |    |
|                   | št. linije |    |
| ura               | N3         | 3  |
| 4.12 - 5.00       | 30         | -  |
| 5.00 - 8.00       | -          | 20 |
| 8.00 - 19.00      | -          | 30 |
| 19.00 - 21.00     | -          | 25 |
| 21.00 - 22.40     | 20         | -  |
| 22.40 - 24.00     | 45         | -  |

| interval (minute) |            |       |
|                   | št. linije |       |
| ura               | N3         | 3     |
| 5.12 - 6.00       | 30         | -     |
| 6.00 - 8.30       | -          | 20-30 |
| 8.30 - 21.00      | -          | 22-30 |
| 21.00 - 22.40     | 20         | -     |
| 22.40 - 24.00     | 45         | -     |

- V primeru popolne prometne zapore zaradi prireditev v Križankah imajo linije 3, 3B, N3 in N3B predvidljiv stalni obvoz, in sicer na relaciji Slovenska (redna trasa) - Barjanska - Kopačeva - Opekarska - Janežičeva - Karlovška (redna trasa), ter enako v obratni smeri. Avtobusi takrat ustavljajo na vseh rednih postajališčih. Obvoz praviloma traja med 20.00 in 24.00.